# Pterocryptis cucphuongensis
Pterocryptis cucphuongensis är en fiskart som först beskrevs av Mai, 1978.  Pterocryptis cucphuongensis ingår i släktet Pterocryptis och familjen malfiskar. IUCN kategoriserar arten globalt som otillräckligt studerad. Inga underarter finns listade i Catalogue of Life.